# Horsfieldia penangiana
Horsfieldia penangiana är en tvåhjärtbladig växtart. Horsfieldia penangiana ingår i släktet Horsfieldia och familjen Myristicaceae.

## Underarter
Arten delas in i följande underarter:
- H. p. obtusifolia
- H. p. penangiana